# ELCA Informatique
ELCA Informatique est une entreprise suisse, basée à Lausanne, spécialisée dans le développement de logiciel.
Elle est le prestataire informatique indépendant le plus important du pays.

## Description
En 2017, le chiffre d'affaires d'ELCA est de 141,8 millions de francs suisses (augmentation de 19,3 % sur un an) dont 8 % réalisés à l'étranger. En 2024, il était de  339 millions.
L'entreprise dispose de succursales à Lausanne (siège social), Genève, Bâle, Berne, Zurich, Paris, Madrid, Grenade (développement nearshore), Hô Chi Minh Ville et Maurice (MUS) (développement offshore).
Sa succursale Secon AG est actionnaire à 63,5% de Serafe AG, et elle touche donc 6 millions de francs par ans de dividendes provenant de la perception de la redevance radio-télévision,.
Depuis 2011, l'entreprise est présente dans le "Quartier de l'Innovation" à l'EPFL.
En 2014, ELCA s'est classée 35e (sur 100) dans la catégorie IT du Swiss Student Survey Switzerland's Ideal Employers de universumglobal.com. 

## Histoire
L'entreprise est fondée sous le nom « Electro-Calcul » en 1968 par une équipe d'ingénieurs de l'École polytechnique fédérale de Lausanne (encore appelée EPUL). Son premier mandat est la création d'un système de contrôle des installations du barrage de la Grande-Dixence.
En 1998, ELCA établit une filiale à Hô-Chi-Minh-Ville, au Vietnam. Ce centre de production offshore à Ho Chi Minh-Ville compte plus de 265 collaborateurs en 2011.
En 2015, Daniel Gorostidi, qui était directeur et propriétaire d'ELCA depuis 1993, vend l'entreprise à un groupe d'investisseurs et d'entrepreneurs privés suisses. Cédric Moret, reprend le poste de directeur général. 
La société ouvre un centre à Grenade (Espagne) en 2018.

## CloudTrust, trustID
CloudTrust, filiale d'Elca Informatique, propose une solution de carte d'identité électronique intitulée trustID,,. Les utilisateurs doivent s'identifier en présentant un passeport lors d'un appel vidéo ou en le présentant à un guichet physique comme un bureau de poste ou un bureau municipal.
Début 2021, 40 000 utilisateurs possédaient une trustID.